# Рудківський ковильник
Рудківський ковильник — ботанічна пам'ятка природи місцевого значення в Україні. Розташована на околиці с. Рудка Гребінківського району Полтавської області.
Площа — 1,8 га. Створено згідно з рішенням Полтавської обласної ради від 07.12.2011 року. Перебуває в користуванні Рудківської сільської ради.
Створена з метою збереження лучно-степових фітоценозів, які відтворюються на старому цвинтарі і характеризуються типовим видовим складом та структурою. Угруповання ковили волосистої занесені до Зеленої книги України.